# Prawat Nagvajara
Prawat Nagvajara, né le 1er décembre 1958 à Bangkok, est un fondeur thaïlandais.

## Biographie
Il a représenté son pays lors des Jeux olympiques d'hiver de 2002 et de 2006, à chaque fois en tant que porte-drapeau de sa délégation.
Il appris le ski aux États-Unis, là où il est venu étudier l'informatique et est inspiré par le skieur Philip Boit pour participer aux Jeux olympiques.